# (127005) Pratchett
(127005) Pratchett est un astéroïde de la ceinture principale.

## Description
(127005) Pratchett est un astéroïde de la ceinture principale. Il fut découvert le 1er avril 2002 à Needville par Joseph A. Dellinger et William G. Dillon. Il présente une orbite caractérisée par un demi-grand axe de 2,36 UA, une excentricité de 0,20 et une inclinaison de 7,3° par rapport à l'écliptique.

## Compléments